# Le Bois-Robert
Le Bois-Robert è un comune francese di 331 abitanti situato nel dipartimento della Senna Marittima nella regione della Normandia.

## Società

### Evoluzione demografica
Abitanti censiti